# Moràcies

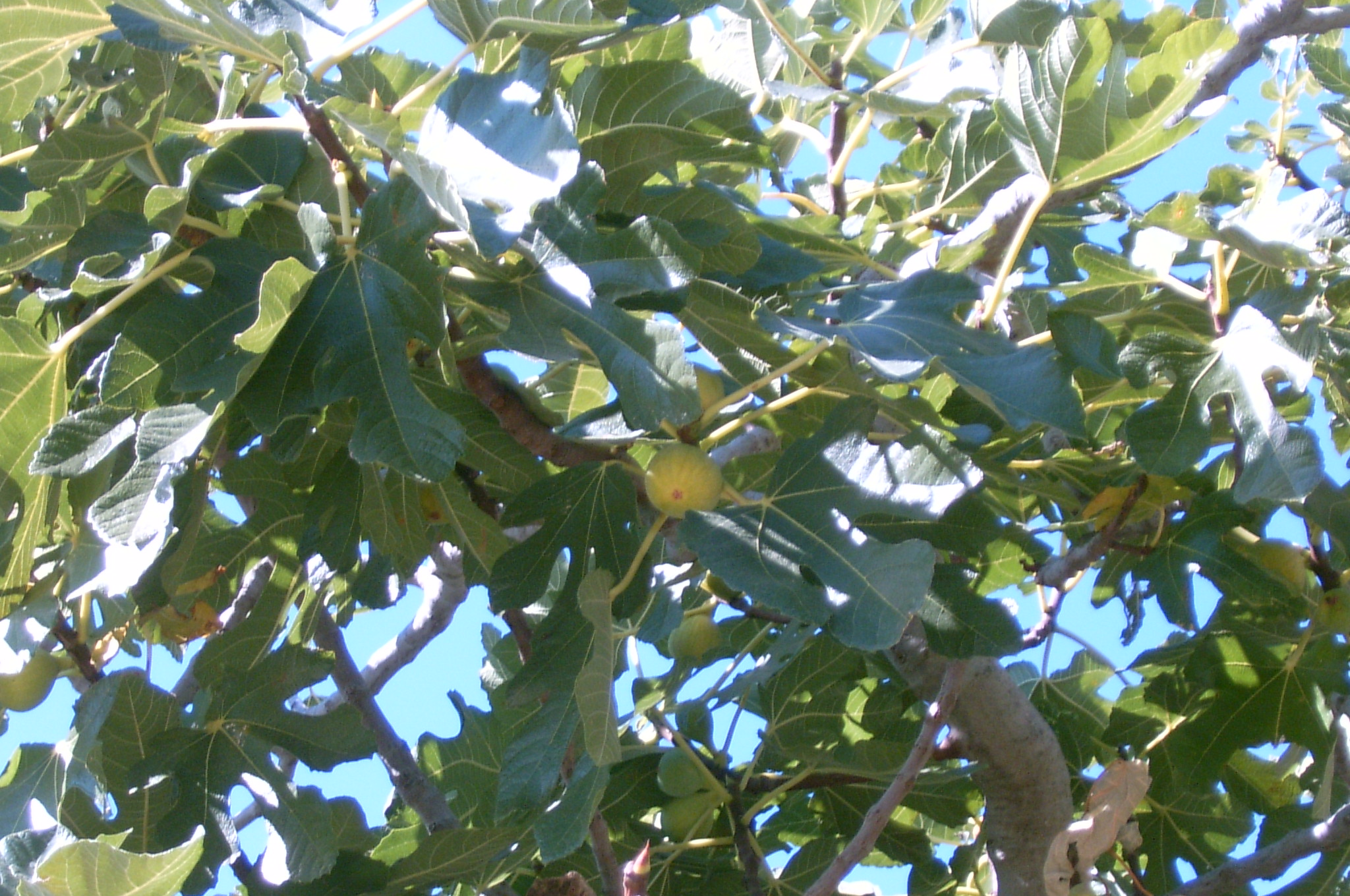
Una figuera (Ficus carica)

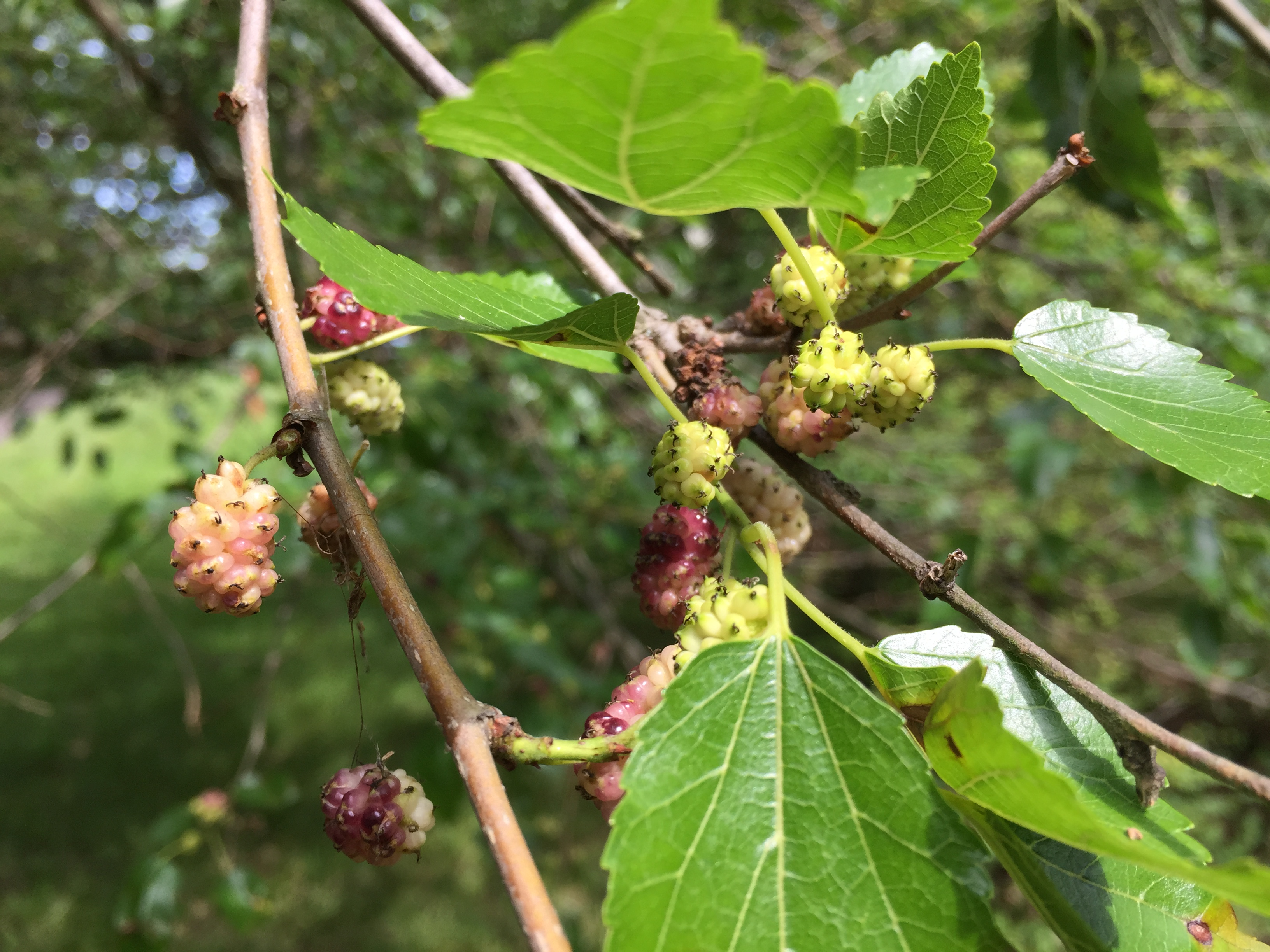
Fruits de la morera blanca (Morus alba).

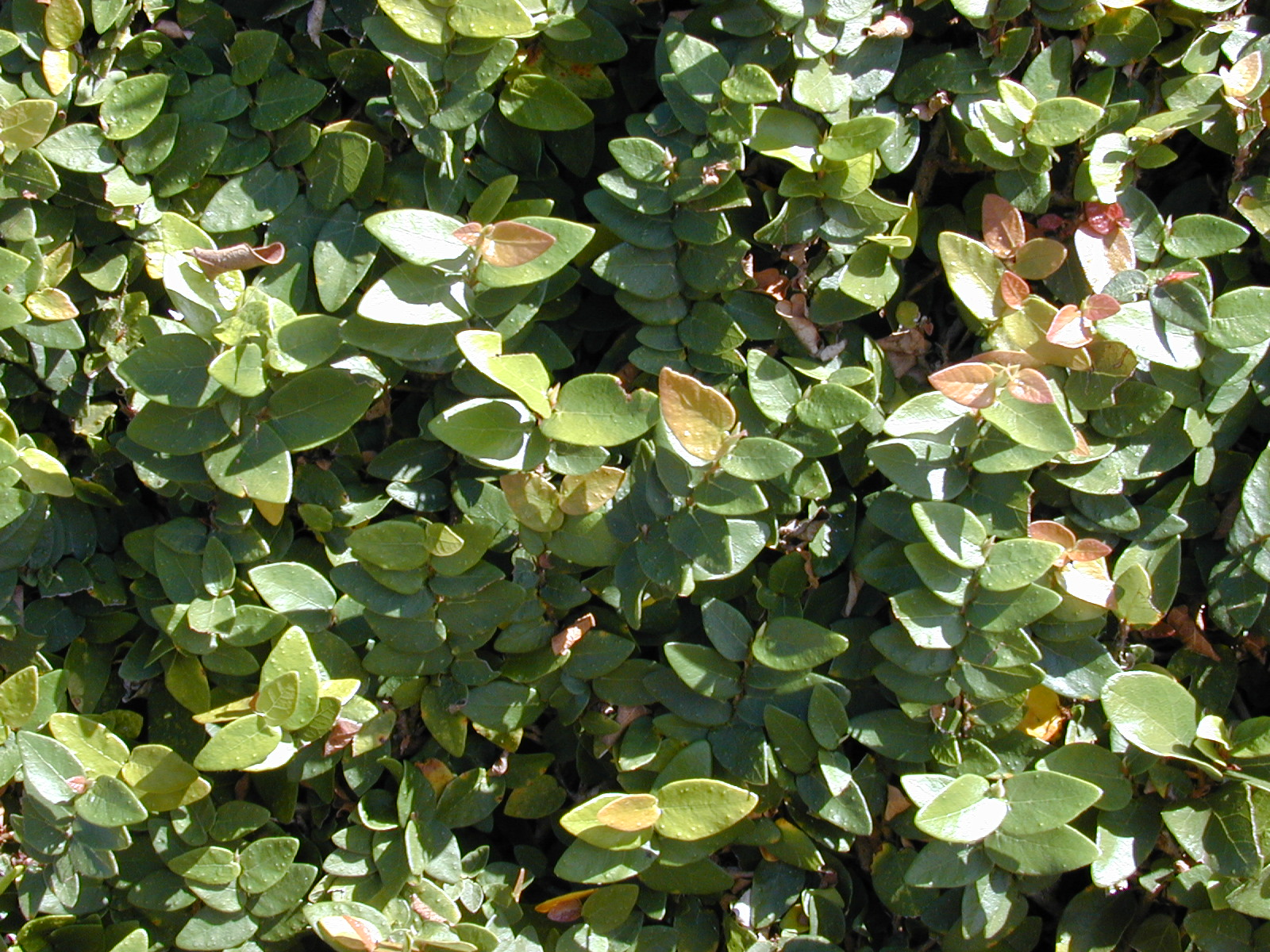
Ficus pumila, una planta enfiladissa.

Les moràcies (Moraceae) són una família de plantes angiospermes de l'ordre de les rosals (Rosales), dins del clade de les fàbides, un subclade de les ròsides. Són un conjunt d'unes 1.290 espècies, agrupades en 48 gèneres, amb una distribució cosmopolita, però són especialment presents en zones de climes càlids i tropicals.

## Descripció
Són arbres, arbusts o lianes amb tiges llenyoses i poques vegades plantes herbàcies, monoiques o dioiques, que es caracteritzen perquè acostumen a tenir un làtex de color blanc o groguenc. Les fulles són peciolades, simples, enteres, amb estípules, dentades o lobulades i poden ser pinnades o palmades, acostumen a estar disposades de manera alterna. Les flors són unisexuals, habitualment amb un periant format per 4 o 5 sèpals. A les flors masculines l'androceu és format per quatre estams, situats de manera oposades a cadascun dels quatre sèpal. A les flors femenines el gineceu és format per un pistil amb dos carpels i dos estils, l'ovari és unilocular, amb un sol òvul, i pot ser súper o ínfer. Les flors s'agrupen en inflorescències axil·lars o terminals amb forma d'aments pèndols. El fruit pot ser una drupa o un aqueni, isolat o formant agrupacions formant un pseudofruit on hi pot participar el receptacle de cada flor, un siconi o un fruit sincàrpic.

## Taxonomia
Aquesta família va ser publicada per primer cop l'any 1835, sota el nom de Moreae i atribuida al botànic francès Charles Gaudichaud-Beaupré (1789-1854), a l'obra Genera plantarum ad familias suas redacta, editada pel botànic alemany Carl Bernhard von Trinius (1778-1844) i possiblement amb la col·laboració de Gustav Heinrich von Bongard (1786-1839).

### Tribus
Actualment es reconeixen set tribus dins les moràcies: Artocarpeae, Chlorophoreae, Dorstenieae, Ficeae, Moreae, Parartocarpeae i Olmedieae.

### Gèneres
Dins d'aquesta família es reconeixen els 48 gèneres següents, adscrits a les set tribus reconegudes:
| Artocarpeae                                                                     | Chlorophoreae   | Dorstenieae | Ficeae               | Moreae | Parartocarpeae                                                             | Olmedieae |
| - Artocarpus J.R.Forst. & G.Forst. - Batocarpus H.Karst. - Clarisia Ruiz & Pav. | - Maclura Nutt. | - Allaeanthus Thwaites - Bleekrodea Blume - Brosimum Sw. - Bosqueiopsis De Wild. & T.Durand - Broussonetia L'Hér. ex Vent. - Dorstenia Plum. ex L. - Fatoua Gaudich. - Malaisia Blanco - Sloetia Teijsm. & Binn. ex Kurz - Sloetiopsis Engl. - Treculia Decne. ex Trécul - Trilepisium Thouars - Scyphosyce Baill. - Utsetela Pellegr. | - Ficus Tourn. ex L. | - Afromorus E.M.Gardner - Ampalis Bojer - Bagassa Aubl. - Maillardia Frapp. ex Duch. - Milicia Sim - Morus L. - Paratrophis Blume - Sorocea A.St.-Hil. - Taxotrophis Blume - Trophis P.Browne | - Hullettia King ex Hook.f. - Parartocarpus Baill. - Pseudostreblus Bureau | - Antiaris Lesch. - Antiaropsis K.Schum. - Bagassa Aubl. - Calaunia Gudzins. - Castilla Cerv. - Helicostylis Trécul - Hijmania M.D.M.Vianna - Maquira Aubl. - Mesogyne Engl. - Naucleopsis Miq. - Olmedia Ruiz & Pav. - Perebea Aubl. - Poulsenia Eggers - Prainea King ex Hook.f. - Pseudolmedia Trécul - Sparattosyce Bureau - Streblus Lour. |

## Farmacologia
A la família de les moràcies hi ha espècies importants com a font de compostos bioactius com ara flavonoides, alcaloides, esteroides, glicòsids, terpenoidess, saponines, tanins o fitoalexines. Addicionalment també tenen propietats antioxidants, antihelmíntiques, antihipertensives o antimicrobianes.